# مادر فداکار
مادر فداکار فیلمی به کارگردانی و نویسندگی ابراهیم باقری اکران شده در سال ۱۳۴۲ است. ساخت این فیلم از سال ۱۳۳۹ آغاز شد و مهوش خواننده محبوب آن زمان نیز در این فیلم به ایفای نقش، خوانندگی و اجرای آواز پرداخته است. مهوش در جریان ساخت همین فیلم در اثر حادثه رانندگی درگذشت. لذا، کارگردان ناچار به تغییر فیلمنامه شد و مرگ وی بعدها به عنوان بخشی از داستان در فیلمنامه گنجانده شد.

## خلاصه داستان
پرویز همراه همسرش شهین و دخترش نسرین و مادرش از قزوین به دنبال کار مناسب تر راهی تهران می‌شوند، و در آن جا با اعضای یک گروه فیلمبرداری آشنا می‌شوند که بازیگرشان عباس هم ولایتی آن‌ها است...

## بازیگران
- شهین
- عباس مصدق
- منصور والامقام
- پرخیده
- مینو شفیع
- مهوش
- شعبان شهری
- خزانه
- حسین جعفری
- نصرت‌اله کنی
- طاهری
- عباس علی‌زاده
- جلال مقدم
- حسین گیلک
- ملک محمدی
- جمشید کاظمیان